# 杜延年
杜 延年（と えんねん、? - 紀元前52年）は、前漢の人。字は幼公。南陽郡杜衍県（現在の河南省南陽市臥竜区）の人。父は御史大夫の杜周。

## 略歴
酷吏として名が通っていた父と同様に法律に明るく、兄弟も同様に父を真似た統治を行ったのに対し、彼だけは緩やかな統治を行っていた。昭帝が大司馬大将軍の霍光らに擁立されると、霍光は杜延年を軍司空にした。始元4年（紀元前83年）に益州の蛮夷が反乱すると、杜延年は校尉となり、南陽出身の兵を率いて討伐に出た。それから帰還すると、諫大夫となった。
元鳳元年（紀元前80年）、左将軍の上官桀・燕王劉旦らの陰謀を知った燕倉がこのことを大司農の楊敞に密告すると、楊敞は恐ろしくなり病気と称して杜延年にこのことを告げた。杜延年がこのことを霍光に告げたため、上官桀らの陰謀は阻止され誅殺された。杜延年はこの功績で建平侯に封じられた。
杜延年はもともと霍光の配下であり、燕王劉旦らの陰謀を暴く忠節もあったので、抜擢されて太僕右曹給事中になった。霍光が厳しい刑罰を適用しようとするのに対し、杜延年はそれを緩めるよう働きかけた。
杜延年は武帝の奢侈と外征の時代の後であるから倹約の意を示すべきだと霍光に進言した。賢良を推挙させることや、酒・塩・鉄の専売を止めることについて議論したことなどは、いずれも杜延年が提唱したことだった。
昭帝が重病になると、天下の名医が集められ、杜延年が処方や投薬を管轄した。昭帝が志望し昌邑王劉賀が立てられたが廃位されると、杜延年は自分の子である杜佗と仲が良かった劉病已の優れた徳を知っていたので、霍光・張安世らに劉病已を勧め、劉病已が皇帝に擁立された。これが宣帝である。宣帝は即位すると自分を擁立した大臣らに恩賞を与え、杜延年もその功績で封戸を加増され、文帝が擁立された時の朱虚侯劉章に匹敵する功績とされた。
宣帝の時代になっても杜延年は太僕と給事中を務め、恩賞や贈り物は莫大な額に及んだ。霍光死後、子の霍禹らが反乱を計画したが発覚して誅殺された。宣帝は杜延年が霍光恩顧の人物であったので退けようと思ったので、丞相の魏相が杜延年の職務は汚職が多いと上奏した。そこで取り調べられたが馬が多く死んでいたことと官奴婢の衣食が不足していたことしか見つからなかったが、杜延年はその罪で罷免され、封戸も削られた。
数カ月後、北地太守に任命されたが、元九卿でありながら辺境の郡にされたため良く統治されず、宣帝は直接文書を出して杜延年を叱責した。そこで杜延年は優れた部下を選び、豪族を捕らえ、郡は静かになった。今度は宣帝は文書を出して杜延年を褒め、恩賞を与え、西河太守に異動させた。そこでも優れた手腕を見せた。
五鳳3年（紀元前55年）、黄覇に代わり御史大夫となった。かつて父が居た役所であったため、父が座った場所には敢えて座らず、別の場所に座った。甘露2年（紀元前52年）、老いて病となったことを理由に辞職を願い、宣帝は一度は慰留したが、再度願い出たため安車駟馬（座って乗れる馬車と馬車を引く四頭の馬）を賜り、官を解いた。杜延年は数カ月後に死亡した。
敬侯と諡され、建平侯は子の杜緩が継いだ。杜緩は太常に至った。また杜延年には杜緩を含め7人の子があったが、そのうち杜欽は大将軍王鳳の部下として名を知られ、他の者は皆大官に至った。そして、杜延年の直系の子孫が三国時代に西晋に仕え呉を滅ぼし『破竹の勢い』という故事を残した杜預、杜預の子孫が唐の詩聖杜甫となった。